# Eric Schmidt
Eric Emerson Schmidt (Washington, D.C., 27 d'abril de 1955) va ser el director executiu de l'empresa Google des del 2001 fins al 2011, quan va ser reemplaçat per un dels seus fundadors, Larry Page. Actualment n'és el president executiu. L'agost de 2015 fou elegit president d'Alphabet Inc després de la reorganització empresarial de Google. Viu a Atherton, Califòrnia, amb la seva esposa Wendy.